# Филлипс, Альф
А́льфред «Альф» Фи́ллипс младший (англ. Alfred "Alf" Phillips Jr.; род. 1938, Торонто) — канадский кёрлингист.
В составе мужской сборной Канады бронзовый призёр чемпионата мира 1967. Чемпион Канады среди мужчин (1967).
Играл на позиции четвёртого, был скипом команды.

## Достижения
- Чемпионат мира по кёрлингу среди мужчин: бронза (1967).
- Чемпионат Канады по кёрлингу среди мужчин: золото (1967).

## Команды
| Сезон   | Четвёртый    | Третий    | Второй       | Первый    | Турниры           |
| ------- | ------------ | --------- | ------------ | --------- | ----------------- |
| 1966—67 | Альф Филлипс | Джон Росс | Рон Мэннинг  | Кит Райли | ЧК 1967 · ЧМ 1967 |
| 2003—04 | Tom Cushing  | Джон Росс | Альф Филлипс | Gary Fenn | [ 2 ]             |

(скипы выделены полужирным шрифтом)

## Частная жизнь
Из семьи спортсменов: его отец Альфред Филлипс старший (англ. Alf Phillips Sr.) был прыгуном в воду, участвовал в летних Олимпийских играх 1932, затем стал заниматься кёрлингом, был серебряным призёром чемпионата Канады среди мужчин 1956.